# Powódź w Beninie (2008)

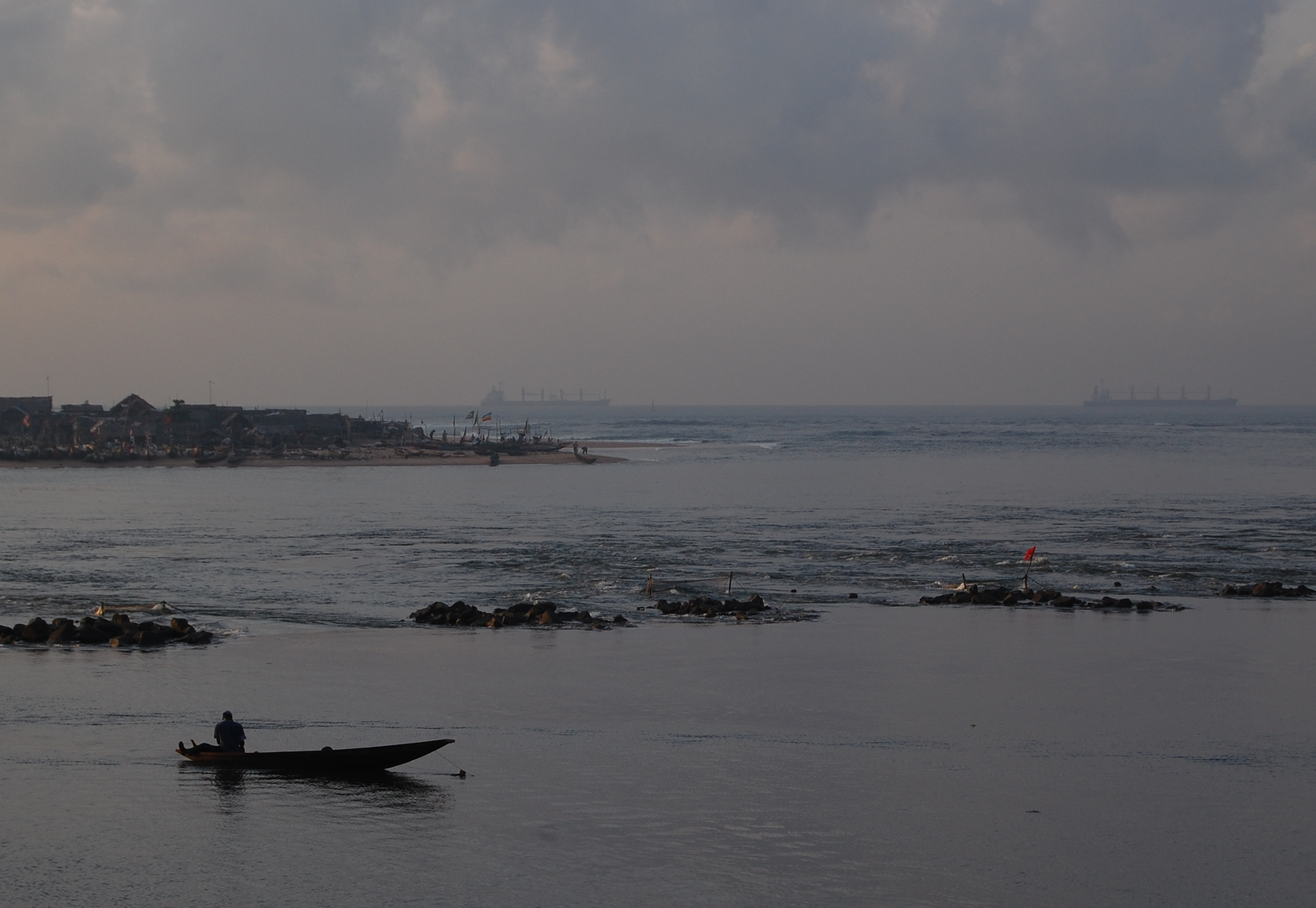
Rzeka Ouémé wpływająca do Oceanu Atlantyckiego w Kotonu

Powódź w Beninie w 2008 roku – nawiedziła Benin w okresie od lipca do października 2008 roku i dotknęła również takie kraje Afryki Zachodniej jak: Burkina Faso, Mali, Mauretania, Niger i Togo. Według danych Benińskiego Czerwonego Krzyża, podczas powodzi w Beninie początkowo ucierpiało prawie 7000 osób, w tym 1560 dzieci. 19 sierpnia 2008 roku Światowa Organizacja Zdrowia (WHO) oszacowała, że powódź zmusiła do przesiedlenia się co najmniej 150 000 osób. Około 500 000 osób było zagrożonych powodzią.

## Przebieg
Powódź zaczęła się w ostatnim tygodniu lipca 2008 roku od serii burz, które nawiedziły środkowy Benin. Najbardziej ucierpiały miasta Sagon, Tohoue, Dasso, Ouinhi i Za-Kpota. Burze zniszczyły budynki wykonane z gliny i słomy, obiekty infrastruktury i zanieczyściły rzeki. W szczególności problemem były rzeki Mono i Ouémé, które dopływają do największego ośrodka gospodarczego Beninu, miasta Kotonu, położonego na wybrzeżu. Kilka tygodni po początkowej lipcowej powodzi wiele obszarów Kotonu nadal było pokryte wodą, co stwarzało poważne zagrożenie dla zdrowia, biorąc pod uwagę, że powodzie miały miejsce w wielu gęsto zaludnionych obszarach, a około 10% ludności państwa mieszka w tym mieście. Przedstawiciele rady miejskiej Kotonu, biuro WHO w Kotonu i beniński minister higieny, zdrowia i spraw społecznych 15 sierpnia 2008 roku zalecili ewakuację i relokację ludności ze względu na prognozowane silne burze we wrześniu i październiku.
15 września 2008 roku opublikowano raport, w którym podano, że gmina Adjohoun została poważnie dotknięta wylaniem rzeki Ouémé. W obszarze, który jest rolniczą doliną, było zagrożonych około 57 000 ludzi. Pod koniec lipca powódź rozpoczęła się również w innych miejscach, ale gorsze były silne burze, które uderzyły na początku września. Ponad 25 000 ha użytków rolnych zostało zalane, zginęło około 30 000 zwierząt, a 18 000 domów w gminie znalazło się pod wodą. Około 2000 osób zostało przesiedlonych w gminach Azowlissé, Dèmè, Gangban, Kogé i Togbota. Według przedstawiciela władz, mimo że Benin był nawiedzany przez powodzie w latach 1995 i 2007, to powódź z 2008 roku w szczególności pozbawiła Benińczyków środków do życia: „Ludzie nie mogą jeść nawet trzy razy dziennie. Znalezienie jedzenia nawet raz dziennie jest dużym problemem. Produkty rolne są tutaj zazwyczaj sprzedawane i kupowane za przyzwoite ceny. Ale teraz wszystko się zmieniło”. Burmistrz Adjohoun Gerard Adounsiba zwrócił się z narodowym apelem o dostarczenie żywności i medykamentów, aby opanować „największy kryzys humanitarny w regionie do tej pory”. Sytuację pogarszał fakt, że szpitale w okolicy również ucierpiały od powodzi. Lokalni rybacy, którzy byli zależni od rzeki, również ucierpieli przez powódź.

## Skutki
Problemem podczas powodzi byli ludzie, których domy uległy zalaniu, nie chcieli się ewakuować z Kotonu. Rejon Vossa został całkowicie zalany przez wody powodziowe, a zespół zarządzania kryzysowego został przeniesiony do Ayelawadje, podczas gdy instytucje ONZ współpracowały z władzami Kotonu w celu wypompowywania wody i oczyszczania dróg w stolicy. 30 lipca 2008 roku Światowa Organizacja Zdrowia poinformowała, że wykryto 192 przypadki cholery w Kotonu i przekazała dla rządu 20 000 dolarów na cele walki z chorobą. Według dr Eric Laroche, zastępcy dyrektora generalnego WHO: „W Afryce Zachodniej coroczne powodzie niosą ze sobą nie tylko zagrożenie chorobami zakaźnymi, ale także stanowią zagrożenie dla życia osób już cierpiących z powodu niedożywienia w związku z kryzysem cen żywności”. Powódź zwiększyła ryzyko wystąpienia zapalenia opon mózgowo-rdzeniowych i żółtej gorączki, a także stworzyła zagrożenie dla około 5 milionów osób żyjących z AIDS w Afryce Zachodniej. Malaria, biegunki, infekcje dróg oddechowych i niedożywienie zaczęły stanowić poważne zagrożenie dla ludności mieszkającej wzdłuż rzek.